# Вилохвістка гірська
Вилохві́стка гірська (Enicurus scouleri) — вид горобцеподібних птахів родини мухоловкових (Muscicapidae). Мешкає в Центральній, Південній і Південно-Східній Азії. Вид названий на честь шотландського натураліста Джона Скулера.

## Опис

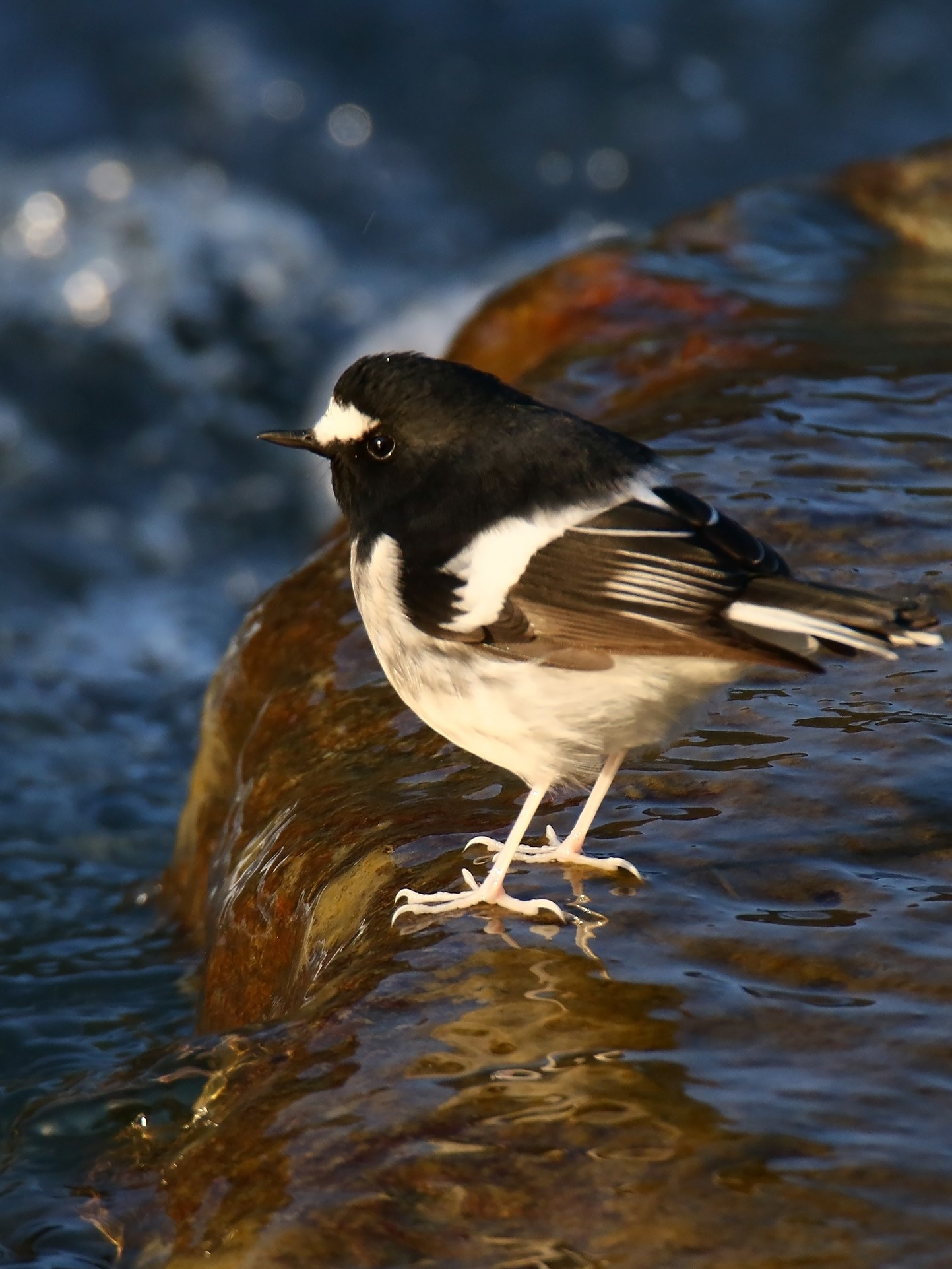
Гірська вилохвістка

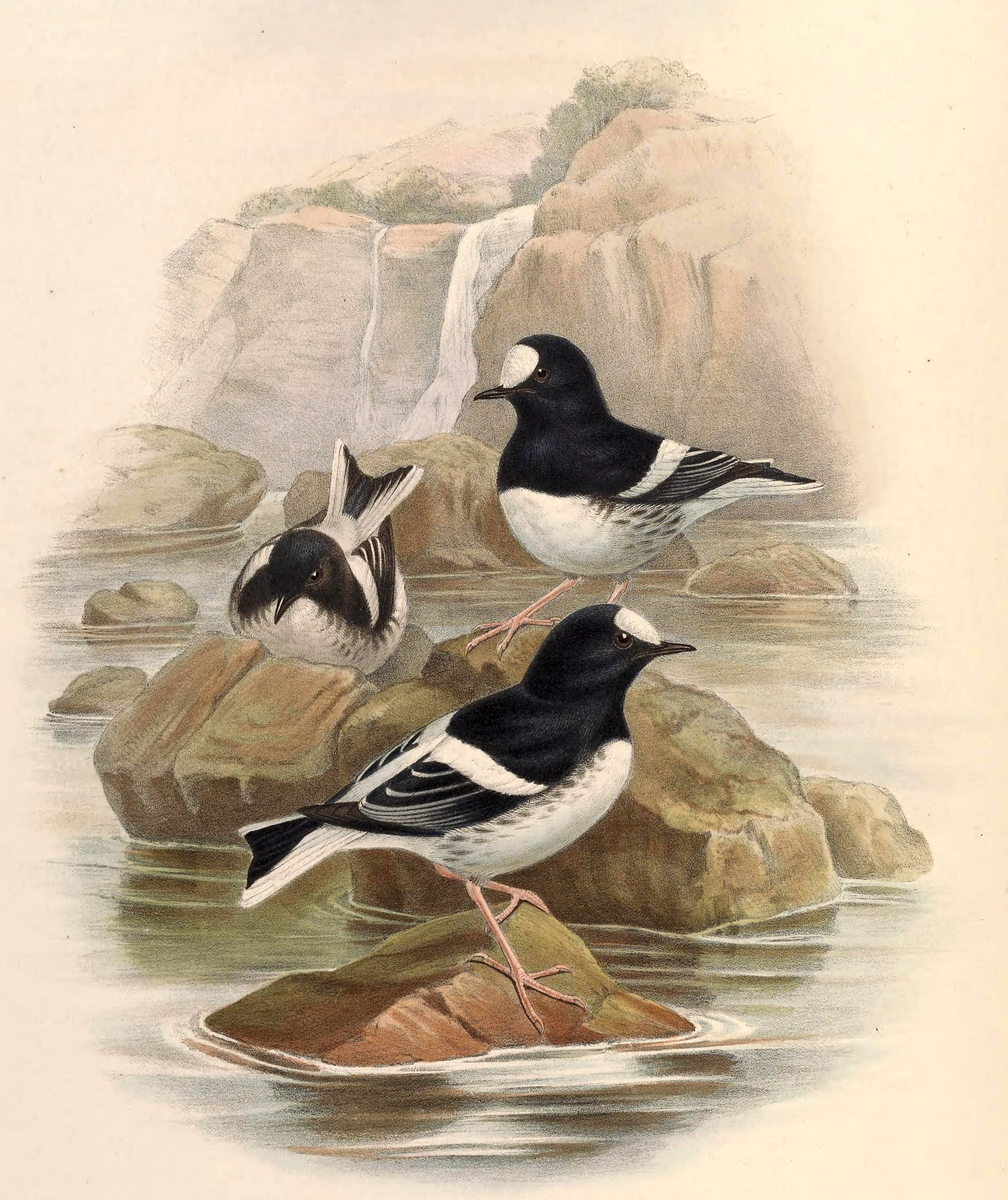
Гірські вилохвістки

Довжина птаха становить 12-14 см, враховуючи хвіст довжиною 5 см, вага 12-18 г. Голова, плечі, спина, горло і груди чорні, на лобі біла пляма. Нижня частина спини, надхвістя і живіт білі, надхвістя відділене від решти спини чорною смугою. Крила чорні, на покривних перах крил білі смуги. Хвіст роздвоєний, чорний, крайні стернові пера мають білі кінчики. Загалом, гірські вилохвістки є меншими і більш короткохвостними. ніж інші вилохвіски.

## Поширення і екологія
Гірські вилохвістки мешкають в горах Тянь-Шаню, Паміро-Алаю, Гіндукушу і Гімалаїв на території Казахстану (південь Туркестанської області), Узбекистану (Сурхандар'їнська область), Киргизстану (Баткенська область), Таджикистану, Афганістану, північного Пакистану, північної Індії, Непалу, Бутану, північної М'янми і Китаю, а також на південному сході Тибетського нагір'я, на півночі Лаосу і В'єтнаму, у Центральному і Південному Китаї і на Тайвані. Вони живуть в лісах, на берегах гірських струмків, переважно на висоті від 500 до 3700 м над рівнем моря, місцями на висоті до 200 м над рівнем моря. Взимку частина популяцій мігрує в долини. 
Гірські вилохвістки живляться водними комахами і дрібними ракоподібними. Гніздування в Афганістані відбувається у квітні, в Пакистані і Індії з квітня по липень, на півдні Китая з березня. Птахи гніздяться в тріщинах серед скель, часто за водоспадами. В кладці 3-4 білих яйця, поцяткованих червонуватими плямками. На півдні Китая за сезон може вилупитися два виводки.